# Inland Empire - L'impero della mente
Inland Empire - L'impero della mente (Inland Empire) è un film del 2006 scritto, montato e diretto da David Lynch.
Presentato per la prima volta alla 63ª Mostra internazionale d'arte cinematografica di Venezia il 6 settembre 2006, è l'ultimo lungometraggio diretto da Lynch prima della sua morte avvenuta nel 2025, e si distingue per essere l'unico della sua carriera ad essere stato girato interamente in digitale.

## Trama
Los Angeles. Una giovane squillo di origini polacche (il cui nome è sconosciuto, chiamata solo "Lost girl") piange nella stanza di un hotel dopo aver consumato un rapporto con un cliente, mentre alla televisione una sitcom mostra misteriose figure di conigli dall'aspetto umano. 
La scena si sposta sull'attrice Nikki Grace che vuole conquistare il ruolo di Susan nel film On High in Blue Tomorrows. Il giorno precedente all'audizione, la sua anziana vicina di casa le fa visita, assicurandole che otterrà la parte, poi inizia a farle domande sulla trama del film. Le chiede se c'è un omicidio nel film. Nikki, confusa dalla strana domanda, le risponde che non c'è una scena simile, ma la donna anziana, sempre più insistente e intimidatoria, risponde maniacalmente dicendo che invece c'è "un brutale omicidio di merda". Successivamente, nel giorno dell'audizione, Nikki e l'altro attore protagonista, Devon, ottengono i ruoli e si incontrano con il regista Kingsley, che dice loro che il film che stanno per girare è un remake (su preoccupazione di Devon) di un originale film polacco, mai terminato perché gli attori principali sarebbero stati colpiti da una "maledizione". 
Durante le riprese, l'identità di Nikki si trasforma nel suo alter ego simulato fino a non riuscire più a distinguersi, ed entrambe, sia Nikki che Sue, precipitano in un oscuro legame sentimentale con Devon, e con il suo personaggio, Billy.
Il film oscilla continuamente tra Nikki e il suo ruolo, "Sue", che iniziano a scambiarsi di ruoli, e in molte sequenze vengono mostrate vicende ambientate in Polonia, forse alla fine del XIX secolo, in cui hanno per protagonista la ragazza polacca dell'inizio, sposata con un uomo, molto più vecchio di lei, estremamente violento e aggressivo, che sospetta del tradimento della moglie con un altro uomo (incredibilmente somigliante a Piotrek, marito di Nikki), e per questo la maltratta continuamente. Successivamente l'uomo, dotato di poteri paranormali, riesce a condizionare la moglie dell'amante, facendolo uccidere con un cacciavite. La ragazza polacca rappresenterebbe, in queste visioni oniriche, Nikki che non riesce a essere libera nella sua vita, esattamente come la giovane polacca che non può uscire dalla camera dell'hotel, sulla quale è gettata una maledizione che le impedirebbe di uscire, causata dal marito, denominato "il Fantasma", antagonista del film, che ogni tanto compare anche nella vita di Nikki, interpretando diversi personaggi (un artista circense, un marine del South Carolina e il fratello di una donna con una sola gamba) con lo scopo di tormentarla, esattamente come per la moglie, per dimostrare che tutte le donne sono infedeli, ponendola al centro di una maledizione che vede protagonisti lei, la ragazza polacca e il marito Piotrek. Lo stesso Piotrek appare come marito geloso e violento di Nikki (controllato dallo stesso Fantasma, che lo mette in una posizione per fargli vivere la posizione di marito tradito), e la donna si ritrova spesso con dei lividi a parlare con un uomo silenzioso (forse un detective) dei maltrattamenti e abusi subiti da parte del marito.
Durante il film vengono mostrati tre anziani polacchi che in seguito, in compagnia di Piotrek, "evocano" la ragazza polacca, dopodiché consegnano all'uomo una pistola per uccidere il Fantasma, per spezzare la maledizione. I tre uomini rappresentano i tre conigli dell'inquietante sitcom all'interno del film. Vi è anche un'altra figura, un anziano polacco di nome Janek, il cui scopo è quello di sconfiggere il Fantasma per porre fine al suo perverso regno mentale che coinvolge Nikki, sempre più persa nel ruolo di Sue e nelle visioni della ragazza polacca, e le persone accanto a lei.
Molteplici storie si intrecciano attraverso la città di Los Angeles, la trama appena abbozzata sfocia in un estuario di depistaggi in cui l'ordine cronologico diviene vago, dove non esistono confini tra sogni e realtà, Nikki comincia a confonderle entrambe, rivede sé stessa, scappa dietro le quinte finendo in altre realtà. Qui ritrova il marito nei panni di un altro personaggio che, avuta la notizia della gravidanza della moglie, reagisce violentemente: il padre non può essere lui, perché affetto da sterilità. Nikki, abbandonata e distrutta, viene ferita da una donna all'addome con l'uso di un cacciavite, esattamente come per l'amante della donna polacca, ucciso allo stesso modo dalla moglie condizionata dal Fantasma (di conseguenza è probabile che abbia condizionato anche la misteriosa donna a pugnalare Nikki). Guardacaso la donna è la moglie di Devon/Billy, che aveva iniziato una relazione clandestina con Nikki/Sue. La protagonista muore sul marciapiede della Walk of Fame mentre una mendicante le dice “Niente più bui domani”.
Ed è in quel momento che ci accorgiamo di essere sul set di On High in Blue Tomorrows e rivediamo la macchina da presa diretta da Kingsley. A morire è stato solo il personaggio interpretato da Nikki, Sue Blue. Terminato il film l'attrice si allontana quasi ipnotizzata, entra in una sala cinematografica, attraversa corridoi, sale e scale, ritrovandosi infine nella stanza dei conigli vista nella sitcom. Quest'ultimi, però, non ci sono più. Alla fine affronta il Fantasma, ma riesce ad ucciderlo sparandogli con una pistola, che è la stessa che i tre polacchi avevano consegnato a Piotrek. La maledizione è spezzata. Si accorge di essere osservata dalla giovane squillo polacca, la vera protagonista del film. Nikki, dopo averla finalmente raggiunta, la bacia per poi scomparire nel nulla. La ragazza polacca finalmente è libera di andarsene, fugge dalla stanza per riabbracciare la sua famiglia, composta da Piotrek e un bambino (forse loro figlio). Nikki vede la visione e, ormai sentitasi libera, sorride vittoriosa nella stessa stanza dell'inizio del film.
Durante i titoli di coda vengono mostrate diverse donne che ballano e cantano in playback una canzone.

## Produzione
Le prime notizie di Inland Empire sono arrivate dal Festival del cinema di Cannes del 2005, quando Lynch annunciò di aver speso oltre un anno nelle riprese del suo nuovo film in digitale. Il cast include attori storici di Lynch come Laura Dern, Harry Dean Stanton e Justin Theroux, oltre a Jeremy Irons e l'esordiente Terryn Westbrook.
Lynch ha descritto il film come «un mistero su una donna in pericolo». In un'altra intervista ha parlato del metodo che ha usato per girare il film: «non ho mai lavorato ad un progetto come questo prima. Non so esattamente come si rivelerà alla fine... Questo film è molto diverso perché non ho un copione. Ho scritto le cose scena per scena e molte di loro sono già state girate, ma non ho molto se non qualche indizio su come finirà. È un rischio, ma ho questa sensazione che tutto sia collegato, questa idea in questa stanza è in qualche modo legata a quella idea in quella stanza».
L'idea per il titolo e per il luogo dove svolgere le riprese venne al regista durante una conversazione con Laura Dern in cui nominò l'omonima area metropolitana ad est di Los Angeles, luogo dove abita il marito Ben Harper. Un giorno suo fratello John gli spedì un album di ritagli che il regista era solito collezionare quando aveva cinque anni. Aprendolo, la prima fotografia che vide fu una veduta di Spokane sotto la quale c'era scritto "Inland Empire". Questo fatto confermò ulteriormente la scelta del titolo, che secondo Lynch dovrebbe essere scritto in maiuscolo (INLAND EMPIRE).
Il film è il più lungo tra quelli realizzati dal regista. La versione proiettata alla Mostra Internazionale d'Arte Cinematografica di Venezia riporta una durata di 2 ore e 52 minuti. Lynch ha girato gran parte del film a Łódź, in Polonia, con attori locali tra cui Karolina Gruszka, Krzysztof Majchrzak, Leon Niemczyk e Piotr Andrzejewski. Ha girato anche a Los Angeles e dintorni per poi tornare in Polonia per terminare le riprese. Lynch ha annunciato che da Inland Empire in poi girerà esclusivamente in digitale, non più su pellicola tradizionale. Per questo film ha usato una telecamera semiprofessionale Sony PD150.

## Distribuzione
Lynch ha finanziato la produzione del film di propria tasca assieme alla sua collaboratrice storica Mary Sweeney. Il film è stato parzialmente finanziato anche dalla casa di produzione francese Canal Plus, che ha già finanziato altri tre progetti precedenti di Lynch. Nei piani di StudioCanal, la pellicola doveva essere pronta per il Festival del cinema di Cannes del 2006, ma il film non venne ultimato in tempo.
Inland Empire è stato proiettato in anteprima mondiale il 6 settembre del 2006 alla 63ª Mostra internazionale d'arte cinematografica di Venezia, nella sezione fuori concorso. In occasione della proiezione, Lynch è stato premiato con il Leone d'Oro alla carriera.
Lynch ha finanziato di persona la distribuzione del film negli Stati Uniti e in Canada. Ha infatti raggiunto un accordo con StudioCanal grazie al quale ha acquisito i diritti di distribuzione di Inland Empire, sia per via digitale che tradizionale. Il film è stato distribuito nelle sale italiane dalla BIM Distribuzione in venticinque copie a partire dal 9 febbraio 2007.

### More Things That Happened
L'edizione in lingua originale del DVD include il contenuto speciale More Things That Happened, un montaggio della durata di 75 minuti di tutte le scene rimaste fuori dalla versione cinematografica del film.

## Riconoscimenti
L'autorevole rivista del British Film Institute Sight & Sound l'ha indicato fra i trenta film chiave del primo decennio del XXI secolo.